# زمین‌های تنیس آزادی
زمین‌های تنیس آزادی مجموعه‌ای از ۱۸ زمین تنیس در مجموعه ورزشی آزادی تهران است.
این زمین‌های تنیس در ضلع شمال غربی مجموعه آزادی به صورت روباز است که شامل ۱۰ زمین جهت آقایان، ۶ زمین برای زنان و ۲ زمین برای خانواده‌ها می‌باشد، همچنین مساحت هر زمین ۸۰۰ متر باابعاد ۴۰×۲۰ متر است.
دوره‌های آموزشی و تمام مسابقات بخش زنان و همچنین اردوهای تیم‌های ملی رده‌های سنی و زنان ایران در زمین‌های تنیس آزادی برگزار می‌شود.